# Holandské království
Holandské království (nizozemsky Koninkrijk Holland, francouzsky Royaume de Hollande, nepřesně Nizozemské království) byl historický státní útvar vytvořený Napoleonem I. Bonaparte roku 1806 na většině území bývalé sesterské Batavské republiky.
Do čela království postavil Bonaparte svého bratra Ludvíka. Ten k zemi připojil i území východního Fríska. Nesouhlasil však s realizací kontinentálního systému a nedokázal Britům zabránit v obsazení strategického ostrova Walcheren. Napoleon ho poté donutil odstoupit území na levém břehu Rýna a Maasy Francii. Následovala de facto vynucená abdikace Ludvíka (1810) ve prospěch jeho syna, ale vzápětí bylo území Holandského království spojeno přímo s Francií a Amsterdam jmenován třetím hlavním městem Francouzského císařství. Po Vídeňském kongresu (1814-1815) se stalo území spolu s dalšími oblastmi historického Nizozemí součástí nově vytvořeného Spojeného království Nizozemska a po jeho rozpadu roku 1830 tvořilo Nizozemské království.